# Crataegus hupehensis
Crataegus hupehensis là loài thực vật có hoa trong họ Hoa hồng. Loài này được Sarg. mô tả khoa học đầu tiên năm 1912.